# Harald Lennart Halberg
Harald Lennart Halberg (ur. 1919) – szwedzki urzędnik konsularny i dyplomata.
Zajmował szereg funkcji w szwedzkiej służbie zagranicznej, m.in. kierownika konsulatu - wicekonsula w Gdańsku (1954-1955), Houston (1961-1964), konsula w Nowym Jorku (1967-1970), kier. konsulatu - konsula/konsula gen. w Rotterdamie (1972-1978), radcy w Kopenhadze (1980-1984). 